# Senofane
Senòfane (in greco antico: Ξενοφάνης?, Xenophánēs; Colofone, 570 a.C. – 475 a.C.) è stato un filosofo e poeta greco antico presocratico.

## Biografia
Le poche notizie sulla sua vita sono fornite da Diogene Laerzio: «Senofane di Colofone, figlio di Dexio o di Ortomeno… lasciata la patria, dimorò a Zancle (l'odierna Messina) di Sicilia e poi prese parte alla colonia diretta a Elea e qui insegnò; abitò anche a Catania. Secondo alcuni non fu discepolo di nessuno, secondo altri, dell'ateniese Betone o di Archelao. Sozione il Peripatetico dice che fu contemporaneo di Anassimandro. Scrisse versi epici, elegie e giambi, censurando quanto Omero ed Esiodo hanno detto sugli dei. Cantava egli stesso le sue composizioni. Si dice che abbia polemizzato contro Talete, Pitagora ed Epimenide di Creta. Visse fino a tardissima età… cantò anche La fondazione di Colofone e La deduzione di colonia a Elea in duemila versi. Fiorì nella 60ª olimpiade (540 – 537). Demetrio Falereo in Sulla vecchiaia e lo stoico Panezio in Sulla tranquillità dell’animo dicono che abbia sepolto i figli con le sue mani, come Anassagora. Pare che sia stato comprato “e riscattato dai pitagorici Parmenisco e Orestade…".
Secondo Eraclito di Efeso, Senofane avrebbe conosciuto personalmente Pitagora nelle colonie della Magna Grecia.

## Opere
Secondo Diogene Laerzio, Senofane scrisse in esametri e compose anche elegie e giambi contro Omero ed Esiodo. Probabilmente si tratta dell'opera intitolata Silloi dagli scrittori tardi, e questo nome potrebbe risalire allo stesso Senofane. Di quest'opera abbiamo all'incirca trenta brevi frammenti citati da commentatori filosofici.
Diogene cita anche due poemi storici riguardanti la fondazione di Colofone ed Elea, ma di questi si sono conservati solo i titoli.

## Pensiero

### Teologia
Senofane critica l'antropomorfismo religioso, quale si trova nei poemi di Omero e di Esiodo e quale, del resto, era comune patrimonio delle credenze religiose del suo tempo: «Omero ed Esiodo hanno attribuito agli dei tutto quello che per gli uomini è oggetto di vergogna e di biasimo: rubare, fare adulterio e ingannarsi… i mortali credono che gli dei siano nati e che abbiano abito, linguaggio e aspetto come loro… gli Etiopi credono che (gli dei) siano camusi e neri, i Traci, che abbiano occhi azzurri e capelli rossi …ma se buoi, cavalli e leoni avessero le mani e sapessero disegnare… i cavalli disegnerebbero gli dei simili a cavalli e i buoi gli dei simili a buoi…».
In realtà, «uno, dio, tra gli dei e tra gli uomini il più grande, non simile agli uomini né per aspetto né per intelligenza… tutto intero vede, tutto intero pensa, tutto intero sente… senza fatica tutto scuote con la forza del pensiero… sempre nell'identico luogo permane senza muoversi, né gli si addice recarsi qui o là».
Secondo Laerzio, il dio di Senofane ha forma sferica, è onnisciente, non respira, è eterno, è tutto mente e sapienza. Il cosmo molteplice è subordinato all'intelletto ed è popolato da quattro elementi fondamentali e da infiniti mondi immutabili. Inoltre, Senofane fu il primo a dire che tutto ciò che nasce è anche destinato a perire, nonché il primo a identificare l'anima con il soffio vitale.

Il passo è citato anche da san Clemente di Alessandria che tuttavia non riferisce la concezione di una totalità sferica. Dio è uno, unico e incorporeo e viene contrapposto ai mortali, insieme più ampio dei soli umani. 
Da tutto questo si ricava la concezione di un dio-universo e nient'altro si può dire della sua concezione della divinità e dell'essere, diversamente da tarde interpretazioni che vogliono fare di Senofane un precursore della scuola eleatica e il maestro di Parmenide. Egli è legato alla scuola ionica di Mileto, quella di Talete, Anassimandro e Anassimene, a cui egli aggiunge uno spirito, che si potrebbe definire laico, di critica alle concezioni religiose correnti. Non a caso sostiene che «il certo, nessuno lo ha mai colto né ci sarà nessuno che possa coglierlo, sia per quanto riguarda gli dei che per ogni cosa. Infatti, se pure ci si trovasse a dire qualcosa di vero, non lo si saprebbe per esperienza diretta; noi possiamo avere solo opinioni», aggiungendo che «non è che da principio gli dei abbiano rivelato tutto ai mortali, ma col tempo, cercando, gli uomini trovano il meglio».
In queste ultime affermazioni si rileva uno spirito di concretezza razionalistica sui limiti della conoscenza umana, ma anche la consapevolezza che non da meri interventi soprannaturali l'uomo può acquisire conoscenza o costruire la propria cultura. Tuttavia, nel pensiero greco le idee o i valori esistono prima e a prescindere dall'uomo che li scopre, senza produrle personalmente. Ciò implica comunque un rapporto col divino in termini di reminiscenza, di una visione mediata dalla divinità oppure direttamente trasmessa da entità divine.
Oltre a schierarsi contro i valori propri del mito e della epopea omerica, affermò contrariamente ai valori in voga tra i contemporanei, la netta superiorità dei valori spirituali quali la virtù, l'intelligenza e la sapienza, sui valori puramente vitali, come la forza e il vigore fisico degli atleti. Da quelli la città  ha ordinamenti migliori e felicità maggiore che non da questi. «Perché vale di più la nostra saggezza che non la forza fisica degli uomini e dei cavalli […] Difatti, che ci sia tra il popolo un abile pugilatore o un valente nel pentatlo o nella lotta […], non per questo ne è avvantaggiato il buon ordine della città».

### La natura
Sulla sua concezione della natura restano pochi frammenti: Achille Tazio, nell'Introduzione ad Arato, riporta che «questo limite della terra lo vediamo ai nostri piedi che viene a contatto con l’aria, l’estremo inferiore si stende invece indefinitamente»; da Aezio deriva che «il mare è fonte dell'acqua e del vento: infatti il vento né dalle nubi né dall’interno spira, senza il grande mare, né le correnti dei fiumi, né nell’atmosfera l’acqua piovana. Il grande mare genera nubi, venti e fiumi»; Ippolito, nella Refutatio contra omnes haereses, riassume che, per Senofane, «nella terra ferma e nei monti si trovano conchiglie, a Siracusa, nelle latomie, si sono trovate impronte di pesci e di foche, a Paro l'impronta di una sarda nella pietra viva e a Malta impronte di ogni sorta di pesci. Questo è avvenuto quando anticamente tutto fu ridotto a fango e l’impronta del fango si è disseccata. La specie umana scompare quando la terra, sprofondatasi nel mare, diventa fango e poi di nuovo la terra ricomincia a formarsi e a tale trasformazione sono soggetti tutti i mondi». E, citato da Aezio, Teodoreto e Sesto Empirico, «tutti siamo nati dalla terra e dall'acqua».
Moderni commentatori hanno tacciato queste ultime considerazioni di "grossolano materialismo" che non si collegherebbero con un suo presunto "principio fondamentale dell'unità e dell'immobilità dell'universo", avendo essi considerato attendibile, relativamente a Senofane, lo Pseudo-Aristotele del De Melisso Xenophane Gorgia e pertanto inserendo erroneamente Senofane nella scuola eleatica. In realtà, anche da queste poche citazioni, Senofane si conferma filosofo ionico, interessato all'osservazione diretta della natura, lontano da problematiche ontologiche e dall'ipotizzare un mondo trascendente l'esperienza e quindi non vicino alla dottrina eleatica erratamente attribuitagli.

Secondo Aristotele, Senofane affermò che Dio è ingenerato e incorruttibile, essendo impossibile il transito dal nulla all'essere e dall'essere al nulla. Per le stesse ragioni dell'essere parmenideo, Egli è indivisibile, identicamente e uniformemente uno, eterno, immobile e unico, essere perfetto e supremo. Senofane sarebbe in questo senso il protofondatore della scuola eleatica.